# はましゃか
はましゃか（1994年 - ）は、日本のマルチクリエイター、イラストレーター、コラムニスト、モデル。多摩美術大学2015年準ミスグランプリ

## 略歴
1994年北海道生まれ。中高一貫の女子高である藤女子中学校・高等学校卒業。1浪し多摩美術大学に入学し、2018年3月に同グラフィックデザイン学科卒業。
在学中、女子校と上京後のカルチャーショックを綴った自身のブログが話題となり、『ar web』にコラムを連載。「サラダ取り分け禁止委員会を発足します！」、「ナンパされない10の方法」などが朝日新聞等、多数のメディアに取り上げられる。
卒業後は『できる仕事が多すぎて困る…新卒フリーランスの20の仕事』と題してnoteで仕事を募集。執筆、モデル、イラストレーター、ウェブ報道媒体のコメンテーターなど枠にとらわれない形で活動。
2021年には「2021春の池袋パルコ」ファッションアンバサダー就任

## 人物
デザインや執筆など、表現活動は得意としながらも、一般的な事務仕事全般を苦手としている。またマルチに活動することから「多職種フリーランス」、「万物のにわかファン」
を自称している。
紙に書いた文字やイラストと写真を組み合わせる“しゃかコラ”を得意とする。

## 出演

### ウェブラジオ
- 君と僕の絶対時間（2018年11月10日 - 2019年3月24日、ABEMA・AbemaRADIOチャンネル）パーソナリティ

### ウェブテレビ
- ABEMA Prime（2022年4月 - 、ABEMA）レギュラーコメンテーター